# The Red Bulletin
The Red Bulletin, erstmals erschienen im November 2007, ist ein Magazin der Red Bull Media House GmbH, einer Tochter der Red Bull GmbH mit Sitz in Österreich. Unter dem Slogan „Abseits des Alltäglichen“ erscheint es als Beilage von Tageszeitungen jeweils am ersten Dienstag des Monats auf Englisch, Deutsch, Spanisch und Französisch.

## Inhalte
Im Magazin wird der Markenname des österreichischen Getränkeherstellers in vielen Varianten platziert. Schon der Titel ist ein Wortspiel mit dem französischen Begriff Bulletin und dem zweiten Teil des Markennamens Bull. Auch die Rubrik „Bullevard“, hier eine Verballhornung des französischen Begriffs Boulevard, stellt den Markennamen heraus. Themenbereiche sind vor allem vom Unternehmen gesponserte Autorennen und Musikveranstaltungen, Extremsportarten und Ereignisse, in denen der Markenname als Werbeträger auftaucht. Innerhalb des Printmagazins wird auch für Fernsehsendungen auf ServusTV geworben. Dieser Sender gehört gleichfalls zum multimedialen Unternehmen mit dem Firmensitz Wals bei Salzburg.
Die Zielgruppe sind Männer und Frauen zwischen 20 und 29 Jahren.

## Auflage und Distribution
Mit einer Gesamtdruckauflage von rund 2,2 Millionen Exemplaren (laut eigenem Mediakit), verfasst in vier Sprachen (Deutsch, Englisch, Französisch und Spanisch) sowie sieben lokalen Länderausgaben (Österreich, Deutschland, Schweiz, Frankreich, England, USA, Mexiko), zählte The Red Bulletin 2016 zu den auflagenstärksten internationalen Monatsmagazinen der Welt.
Die Druckauflage des Magazins in Österreich lag im 1. Halbjahr 2016 laut Österreichischer Auflagenkontrolle (ÖAK) durchschnittlich bei 443.500 Exemplaren, die verbreitete Auflage bei über 435.100 Exemplaren. Laut Arbeitsgemeinschaft Media-Analysen MA 15/16 – Special Interest Total hat The Red Bulletin in Österreich 761.000 Leser pro Ausgabe. Dies entspricht einer auf ganz Österreich bezogenen Reichweite von 10,3 %.
In Deutschland beträgt die Druckauflage gem. Informationsgemeinschaft zur Feststellung der Verbreitung von Werbeträgern (IVW) im dritten Quartal 2016 über 317.500, die verbreitete Auflage über 313.200 Exemplare.
Die Distribution des Magazins erfolgt sowohl über nationale als auch internationale Kanäle, wobei der Fokus vor allem auf dem Zeitschriftenhandel, den Abonnenten sowie auf Partnerschaften und Netzwerken liegt.
The Red Bulletin ist Mitglied der Österreichischen Auflagenkontrolle.

### Vertriebspartner
Österreich (Stand 2016)
- Kurier
- Die Presse
- Der Standard
- Kleine Zeitung
- Vorarlberger Nachrichten
- Salzburger Nachrichten
- Oberösterreichische Nachrichten
- Tiroler Tageszeitung

Deutschland
- Frankfurter Allgemeine Sonntagszeitung
- Münchner Merkur
- Leipziger Volkszeitung
- Media Markt
- ehemals Air Berlin

Schweiz
- Sonntagszeitung
- Le Matin Dimanche

Frankreich
- L’Équipe

Vereinigtes Königreich
- Evening Standard

Mexiko
- Reforma